# 穆勒·塔瑞肯·埃德雷
穆勒·塔瑞肯·埃德雷（英語：Mulie Tarekegn Edlie），埃塞俄比亚外交官，曾担任埃塞俄比亚驻上海总领事、常驻联合国副代表等职。

## 生平
至少2020年，穆勒·塔瑞肯已调任埃塞俄比亚常驻联合国代表团，任副代表。